# Крячок амазонський
Крячок амазонський (Sternula superciliaris) — вид сивкоподібних птахів підродини крячкових (Sterninae) родини мартинових (Laridae).

## Поширення
Вид поширений в Південній Америці. Його природні місця проживання — річки, болота та прісноводні озера.

## Опис
Довжина тіла становить приблизно 23-25 сантиметрів, а вага 40-57 грамів. Птах має жовтий дзьоб і ноги, сріблясто-сірі крила та білі нижню частину тіла й лоб. Його маківка, потилиця і лінія очей чорні. Молоді особини коричнево-білі без чорної шапки.